# Lomonosov
Lomonosov (ruski Ломоно́сов, do 1948. Oranienbaum, ruski Ораниенба́ум) je grad pod upravom Sankt Peterburga, Rusija, koji se nalazi na južnoj obali Finskog zaljeva i oko 40km zapadno od Sank Peterburga. Godine 2002. imao je 37,776 stanovnika. U njemu se nalazi kompleks koji se sastoji od parka i palače. Lomonosov je jedno od mjesta koje je bilo pod upravom Santk Peterburga, a nije bilo zarobljeno od strane Nijamaca. 

## Ime
Izvorno ime grada bilo je Oranienbaum, što na njemačkom znači "stablo naranče" (danas se to piše Orangenbaum), no 1948. promijenilo je ime u Lomonosov, po Mihailu Lomonosovu, znanstveniku koji je osnovao tvornicu u tadašnjem Oranienbaumu.

## Transport
U Lomonosov može se doći vlakom koji vozi iz Sankt Peterburga.

## Poznate osobe
- Igor Stravinski (1882. – 1971.), ruski skladatelj